# وحدت عالم انسانی
یگانگی نوع بشر که با عنوان «وحدت عالم انسانی» نیز شناخته می‌شود اساسی‌ترین آموزه دیانت بهائی است. شوقی افندی یگانگی نوع بشر را مثل محوری توصیف می‌کند که تمام آموزه‌های دیانت بهائی حول آن شکل گرفته‌اند. در تعالیم بهائی بیان می‌شود که از آنجایی که روح همه انسان‌ها به صورت و مثال خدا آفریده شده، و روح، نژاد و رنگ ندارد، خداوند هیچ تمایزی بین مردم بر اساس نژاد و رنگ آن‌ها قائل نمی‌شود. بنابراین، از آنجا که همه برابر آفریده شده‌اند، لازم است که فرصت‌های برابر در اختیار همه انسان‌ها قرار بگیرد. دیدگاه بهائی وحدت بشر را ترویج می‌کند و توصیه می‌کند که بینش مردم باید جهانی باشد و مردم باید نه فقط کشور و ملت خود را بلکه تمام جهان را دوست داشته باشند. باید توجه داشت که منظور از این آموزه یکنواختی نیست و نوشته‌های بهائی از اصل وحدت در کثرت، دفاع می‌کنند. وحدت عالم انسانی در جامعه بهائی تنها یک شعار نیست، بلکه یک واقعیت عملی است که از طریق فعالیت‌های اجتماعی، آموزشی و فرهنگی به اجرا درمی‌آید. این اقدامات نه تنها به تقویت همبستگی درون جوامع کمک می‌کند، بلکه الگویی برای همکاری و همزیستی مسالمت‌آمیز در سطح جهانی ارائه می‌دهد. با تمرکز بر این اصول، می‌توان جهانی مبتنی بر عدالت، دوستی و همکاری ساخت که در آن تمام انسان‌ها از فرصت‌های برابر برای رشد و شکوفایی و مشارکت در تحول اجتماع برخوردار باشند. به اعتقاد بهائیان وحدت عالم انسانی، نیاز بارز زمانی است که در حال حاضر جهان در آن وجود دارد. وحدت خانواده، وحدت قبیله، وحدت حکومت شهری و وحدت ملی ایجاد شده است و اکنون هدفی که دنیا برای رسیدن به آن تلاش می‌کند وحدت عالم انسانی است.

## ریشه باور به اصل برابری نوع انسان
یکی بودن نوع انسان در واقع از این باور ریشه می‌گیرد که قابلیت روح انسانی برای کسب تمام فضائل و صفات پسندیده در بین تمام انسان‌ها مشترک است. این مفهوم در متون دینی با عنوان آفرینش انسان به صورت و مثال خداوند بیان شده است. این موضوع گرچه در ظاهر بسیار ساده و بنیادی به نظر می‌رسد اما کاربرد آن در زندگی فردی و اجتماعی بشر امروز می‌تواند اَشکال پیچیده‌تری به خود گرفته و منجر به حل معضلات پیچیده و لاینحل در سطوح محلی، ملی و بین‌المللی شود.

آموزه‌های بهائی خِرَد را یکی از ارزشمندترین فضائل و صفات پسندیده روح انسانی می‌داند. آثار بهاءالله بر اهمیت برجسته تعقل و خرد به عنوان اصل مشترک انسانی و وسیله تشخیص حقیقت تأکید فراوان دارد:
از برای نعمت مراتب لانهایه بوده و خواهد بود در کتاب پروردگار تو و پروردگار عالمیان اول نعمتی که به هیکل انسانی عنایت شد خرد بوده و هست.
از جمله سایر قوای روح انسانی می‌توان به عشق ورزیدن، صبور بودن، دلسوز بودن، عادل بودن، گوش دادن و همدلی، تشخیص زیبایی و شوق به دانش و یادگیری و بسیاری دیگر اشاره کرد. تمام این ظرفیت‌ها و پتانسیل‌های روح انسانی بالقوه در همه انسان‌ها وجود دارند و با آموزش، پرورش داده شده و به درجه عالی خود می‌رسند. به بیانی دیگر، اصل لزوم فرصت‌های برابر برای رشد و آموزش همه انسان‌ها برگرفته از همین اصل یگانگی نوع بشر و قوای مکنونه واحد و یگانه، در روح تک تک انسان‌هاست. منظور از فرصت‌های برابر تنها فرصت‌های آموزش آکادمیک نبوده و شامل شرایط زندگی اجتماعی، خانوادگی و حتی شرایط ملی و بین‌المللی نیز می‌شود.
ایجاد فرصت زندگی در جامعه‌ای امن و پویا به‌طور برابر و برای تمام افراد بشر یکی از اهدافی است که افراد و جامعه جهانی بهائی به‌طور جدی و سیستماتیک دنبال می‌کنند. این هدف در نوشته‌های بهائی با عنوان هدف اخلاقی دوجانبه شناخته می‌شود. به این معنی که افراد با خدمت به جامعه و افراد پیرامون خود نه تنها به رشد و تحول جامعه کمک می‌کنند بلکه با قدم برداشتن در این راستا به‌طور ارگانیک قوا و فضائل فردی خودشان -از جمله بردباری، خرد، عدالت، مهربانی، عشق ورزیدن و غیره- را نیز رشد و پرورش می‌دهند. یکی دیگر از آموزه‌های دیانت بهائی بیان می‌کند که کار و پیشه مادامی که با هدف خدمت به افراد و جوامع انسانی انجام شود عبادت محسوب می‌شود. تقدیس پیشه و کار، به شرط خدمت، تا حد عبادت در عین بساطت در حقیقت بنیان‌گذار تمدنی جدید است. تمدنی که در آن روابط بین افراد و مؤسسات نه بر اساس رقابت بلکه بر اساس خدمت پایه‌ریزی می‌شود. عبادت در ادبیات دینی با عنوان هدف غائی زندگی انسان مطرح می‌شود و بهاءالله با تقدیس کار تا حد عبادت در واقع هدف انسان را پیشبرد تمدن و ایجاد آسایش همگانی تعریف می‌کند.
تعریف بهاءالله از انسان، مفهوم گناه اولیه را رد می‌کند و تأکید بر این دارد که چون همه انسان‌ها بالقوه می‌توانند همه صفات و ویژگی‌های خداوند -یا همان قوای روح انسانی- را منعکس کنند، بزرگوار و شریف آفریده شده‌اند. عبدالبهاء مبین آثار بهاءالله توضیح می‌دهد که شرف و تمایز فرد در این است که او در میان انبوه مردم جهان منشأ خیر اجتماعی شود.

## ارتباط دیانت و وحدت
روح و عصاره تعالیم دیانت بهائی این آموزه است که دین باید سبب الفت و محبت باشد. این آموزه بر این باور استوار است که دین، در جوهر خود، باید به عنوان نیرویی برای وحدت و همبستگی مردمان با هر پیشینه‌ای عمل کند. بهائیان معتقدند که تمامی ادیان الهی با هدف ایجاد صلح و دوستی بین انسان‌ها آمده‌اند و این اصل، در تمامی تعالیم بهائی، به عنوان یک رکن محوری تلقی می‌شود.
عرفان در دیانت بهائی، به معنای شناخت خدای یگانه و پذیرش اصل وحدت بشریت است. این شناخت نه تنها به معنای آگاهی از وجود خداوند، بلکه به معنای درک این حقیقت است که همه انسان‌ها از یک روح واحد سرچشمه گرفته‌اند و در حقوق و امتیازات با هم برابرند و در نتیجه، موظفند به حقوق همگان احترام بگذارند و به همگان خدمت کنند.

## برابری نژادی
آموزه وحدت عالم انسانی بر یگانگی نوع بشر که فراتر از همه تقسیمات نژادی، ملت، جنسیت، کَستو طبقه اجتماعی است، تأکید می‌کند و در عین حال تنوع و کثرت آن را جشن می‌گیرد. در نوشته‌های بهائی آمده است که از آنجایی که نژاد بشر یک واحد ارگانیک و یکپارچه است، همه افراد دارای ظرفیت‌های اولیه و ارزش برابر هستند و تفاوت‌های فیزیکی، مانند رنگ پوست، سطحی است و یک قوم را بر قومی دیگر برتری نمی‌دهد. در نگرش بهائی، بشریت همیشه یک گروه بوده است، اما جهل، تعصب و قدرت طلبی مانع از به رسمیت شناختن یگانگی بشر شده است. تفاوت‌های تاریخی که بین اقوام مختلف وجود داشته، ناشی از تفاوت‌های آموزشی و فرصت‌های فرهنگی در درازمدت و نیز تعصب و ظلم نژادی است.

یگانگی نوع انسان به معنای تحمیل یکنواختی نیست و آثار بهائی بر اصل وحدت در عین تنوع تأکید می‌نمایند. در آئین بهائی تنوع قومی، فرهنگی، فکری وغیره ارزشمند محسوب شده و ارج نهاده می‌شود. عبدالبهاء جامعهٔ انسانی را به باغی با گل‌های رنگارنگ تشبیه می‌کند که تنوع و تفاوت گل‌ها باعث زیبایی و جلوهٔ بیشتر آن می‌شود. او در سخنرانی خود در آوریل ۱۹۱۲ در دانشگاه هاوارد در مورد تنوع نژادی اظهار داشت:
امروز من در نهایت سرورم زیرا می‌بینم بندگان الهی در این مجمع حاضرند سفید و سیاه با هم همنشین اند. در پیش خدا سفید و سیاه نیست جمیع رنگها رنگ واحد است و آن رنگ عبودیت الهی است. بو و رنگ حکمی ندارد. قلب حکم دارد. اگر قلب پاک است سفید یا سیاه هیچ لونی ضرر نرساند. خدا نظر به الوان ننماید. نظر به قلوب نماید. هرکس قلبش پاک تر بهتر. هر کس اخلاقش نیکوتر خوشتر. هر کس توجّهش به ملکوت ابهی بیشتر، پیشتر. الوان در عالمِ وجود هیچ حکمی ندارد. ملاحظه نمائید، در عالم جماد الوان سبب اختلاف نیست. در عالم نبات الوان گل‌های رنگارنگ سبب اختلاف نیست. بلکه الوان سبب زینت گلستان است زیرا لون واحد زینتی ندارد. امّا وقتی که گل‌های رنگارنگ می‌بینی آن وقت جلوه و زینت دارد. عالم بشر هم نیز نظیر بوستان است و نوع انسان مانند گل‌های رنگارنگ پس رنگ‌های مختلف زینت است. 

## وحدت در کثرت و رفع تعصبات
نوشته‌های بهائی خاطرنشان می‌کنند که وحدت از طریق سرکوب تفاوت‌ها حاصل نمی‌شود، بلکه زمانی که هر یک از افراد انسانی به ارزش ذاتی خود و سایر افراد از پیشینه‌های دیگر پی برده و به آن احترام بگذارد، وحدت برقرار می‌شود. در این دیدگاه، این تنوع نیست که باعث تعارض می‌شود، بلکه عدم تحمل و تعصب مردم نسبت به تنوع است که اختلاف ایجاد می‌کند. یکی دیگر از آموزه‌های اساسی دیانت بهائی که از اصل وحدت بشر سرچشمه می‌گیرد، از بین بردن هر گونه تعصب است که به معنای عدم تبعیض علیه افراد به خاطر نژاد، مذهب، جنسیت یا طبقه است. عبدالبهاء بیان می‌کند که با وجود آنکه ریشه کن کردن همه انواع تعصب چالشی بزرگ و مستلزم تلاشی سخت و طولانی است، اما از آنجا که تعصبات ریشه اصلی جنگ، فقر و ویرانی است، حذف تمام انواع تعصب برای رفاه انسان ضروری و اجتناب‌ناپذیر است. در همین راستا، تعالیم بهائی بیان می‌دارد که از بین بردن هر گونه تعصب یک نیاز اساسی برای دستیابی به وحدت و صلح جهانی است. ایجاد آگاهی در مردم جهان نسبت به یگانگی نوع بشر یکی از رسالت‌های اساسی بهاءالله، بنیان‌گذار دیانت بهائی بود. با این حال بهاءالله بیان می‌کند که همزمان با افزایش آگاهی و فهم فردی و جمعی از یگانگی بشریت، ضروری است که ساختارهای اجتماعی جدید و بی‌سابقه‌ای نیز ایجاد شوند تا وحدت بشر حاصل شود.

## نیاز به تحولی بی‌سابقه در ساختارهای جامعه
آموزه‌های بهائی بیان می‌کنند که اگر بشریت بخواهد در جهان متلاشی کنونی که مبتنی بر تعصب و تعارض است، تحولی ایجاد کند، تنها باور به یگانی نوع بشر کافی نیست، بلکه باید تغییری اساسی در نگرش نسبت به روابط بین انسان‌ها و همچنین رابطه افراد و موسسات ایجاد شود. در اعتقاد بهائی، بشریت از طریق مظاهر ظهور الهی، از جمله بودا، زرتشت، موسی، عیسی، محمد و دیگران، به‌طور جمعی رشد کرده است. این آموزه‌ها بیان می‌کنند که جامعه به‌طور پیوسته خود را با سطوح بالاتری از وحدت از طریق مظاهر ظهور مختلف الهی سازمان داده و می‌دهد. این سطوح وحدت شامل وحدت خانواده، قبیله، دولت، شهر، ملت و وحدت عالم انسانی است؛ بنابراین مرحله بعدی رشد جمعی، مرحله وحدت جهانی و سازماندهی جامعه به عنوان یک تمدن جهانی در تمام کره زمین است.شوقی افندی، ولی امر دیانت بهائی در نیمه اول قرن بیستم می‌نویسد:
اصل وحدت عالم انسانی که محور جمیع تعالیم حضرت بهاءالله است صرفاً منبعث از اظهار احساساتی ناسنجیده و بیان امیدی مبهم و نارسا نیست و نباید آن را منحصراً ناشی از آرزوی احیاء روح اخوت بشری و خیرخواهی بین مردم انگاشت و هدفش را فقط در این دانست که بین افراد بشر و ملل و اقوام تعاون و تعاضدی حاصل گردد. بلکه مقصدش بسیار برتر و دعویش بسیار عظیم‌تر از آن است که حتی پیامبران پیشین مجاز به اظهارش بوده‌اند. پیامش فقط متوجه افراد نیست بلکه به روابط ضروریه‌ای نیز مربوط می‌شود که ممالک و ملل را به هم پیوند می‌دهد و عضو یک خانواده بشری می‌نماید و چنان نیست که فقط مرامی را اعلان کرده باشد بلکه با تشکیلات و مؤسساتی پیوستگی ناگسستنی دارد که قادر است اصل وحدت عالم انسانی را تجسم بخشد و صحت و اعتبارش را نمایان و تأثیر و نفوذش را جاودان می‌کند و نیز مستلزم آن است که در بنیان جامعهٔ کنونی تغییراتی حیاتی (ارگانیک) صورت پذیرد که شبهش را چشم عالم ندیده است… وحدت عالم انسانی نماینده و نشانهٔ تحقّق تکامل نوع بشر در این جهان است. این تکامل با حیات خانواده شروع شد و متعاقباً به اتحاد قبیله و بعد به وحدت حکومت در یک شهر و سپس به نظام کشورهای مستقل ارتقاء جست.
بنابراین، در دیدگاه بهائی، وحدت باید با ساختن یک نظام اجتماعی نوین جهانی و یکپارچه که مبتنی بر اصول معنوی است، ایجاد شود. در این دیدگاه، هدف اساسی و غایی ایجاد جامعه‌ای است که برای رشد سالم همه مردمانش مساعد باشد. چنین جامعه‌ای نمی‌تواند با اصلاحاتی جزئی در ساختار موسسات و جوامع کنونی که برپایه رقابت و برتریِ گروهی بر گروه دیگر استوار هستند، ایجاد گردد، بلکه ایجاد چنین جامعه‌ای مستلزم تغییر روابط بین افراد و موسسات و همچنین روابط ایندو با یکدیگر است. موسساتی که به جای خدمت به نوع انسان و کمال آن، استفاده ابزاری از آن را سرلوحه خود قرار داده‌اند، باید جای خود را به موسسات و ساختارهایی بدهند که در خدمت رشد همه‌جانبه همه انسان‌ها بوده و منافع جمعی را بر منافع فردی و خصوصی خود ترجیح می‌دهند.

## برابری جنسیتی
یکی دیگر از آموزه‌های بهائی که به‌طور مستقیم از آموزه یگانگی نوع بشر سرچشمه می‌گیرد، برابری حقوق زنان و مردان است. در باور بهائی هیچ تمایزی بین روح زنان و مردان وجود ندارد و هر دو قابلیت‌هایی برابر دارند و بنابراین باید از فرصت‌های برابر نیز برخوردار باشند. عبدالبهاء بیان می‌کند که منظور کتاب مقدس از آفرینش آدم به صورت و مثال خداوند، زن و مرد هردو است و هیچ تمایزی بین این دو نیست. او تأکید می‌کند که اعتقاد داشتن به تمایزی که خداوند در خلقت نخواسته، جهل و خرافه است. اما واقعیتی که باید مورد توجه قرار گیرد این است که زن، که قبلاً محروم بوده است، اکنون باید فرصت‌های برابر با مرد برای تحصیل و آموزش داشته باشد؛ بنابراین در تحصیلات آن‌ها نباید تفاوتی وجود داشته باشد. تا زمانی که حقیقت برابری حقوق زن و مرد به‌طور کامل برقرار و محقق نشود، رشد اجتماعی بشر، به صورت کامل آن، امکان‌پذیر نیست.

## جستجوی آزادانه حقیقت
یکی دیگر از بازتاب‌های درک بهائی از ماهیت انسان این باور است که انسان‌ها ظرفیت اساسی برای بررسی واقعیت دارند. از این مفهوم با عنوانِ اصلِ تحری آزادانه حقیقت یاد می‌شود. از آنجا که ناعادلانه است که برخی از مردم به فرصت‌های اولیه برای رشد ظرفیت‌های جسمی، ذهنی و معنوی خود دسترسی داشته باشند، در حالی که برخی دیگر این امکان را ندارند، بهاءالله به شدت بر اهمیت آموزش همگانی تأکید می‌کند. او می‌گوید که هر فرد انسانی معدنی غنی از جواهرات با ارزشی بی‌شمار است و این آموزش است که به تنهایی می‌تواند به هر فرد انسانی قابلیت شناسایی و آشکار کردن گنجینه‌های خود را بدهد و در نتیجه آن سایر افراد بشر می‌توانند از نتایج آن بهره‌مند شوند. عبدالبهاء ترویج آموزش را به عنوان اولین و ضروری‌ترین نیاز برای پیشرفت یک کشور توصیف می‌کند. او یادآور می‌شود که تربیت باعث ظهور فضیلت در انسان می‌شود و تنها در آن‌صورت است که مفهوم حدیث «ما انسان را به صورت و مثال خود آفریدیم» به منصه ظهور می‌رسد.
والدین، به ویژه مادران، مسئولیت اصلی (اما نه انحصاری) آموزش و تربیت فرزندان را بر عهده دارند. اگر والدین توانایی مالی برای آموزش فرزندان خود را نداشته‌باشند، جامعه باید هزینه آن را تأمین کند. اگر آنها تنها توانایی تحصیل برخی از فرزندان خود را دارند، باید تحصیل دختران را بر پسران ترجیح دهند، زیرا آنها اولین مربیان نسل آینده هستند، اما برنامه درسی برای پسران و دختران باید یکسان باشد. اگر مؤسسات بهائی مدارسی را باز می‌کنند، باید در دسترس همگان، صرف نظر از مذهب و طبقه اقتصادی آنها باشد.

## عالم یک وطن است
بهاءالله اظهار می‌کند که عالم یک وطن است و تمام مردم کره زمین هموطنان یکدیگرند. این مفهوم فراتر از نادیده گرفتن مرزهای سیاسی و جغرافیایی بوده و قبول و اجرای آن تأثیر کلی برعملکرد تمام موسسات و در نتیجه در شرایط زندگی همه مردم زمین خواهد داشت. این هموطنی منجر به عدالت کلی در سطح زمین و درنتیجه ایجاد صلح و آسایش برای تمام مردم است که در آثار بهائی به عنوان هدف غائی تمام ادیان مطرح شده است. اصول اجتماعی که در آموزه‌های بهائی منجر به از بین بردن بی‌عدالتی و نابرابری می‌شوند، شامل نیاز به آموزش همگانی، حداقل درآمد برای فقرا، مالیات بر درآمد تصاعدی، و یک حکومت عادلانه و بر اساس مشورت، هستند.
از جمله اقدامات عملی در راستای تحقق بخشیدن یگانگی نوع انسان که در آثار بهائی به آن اشاره شده می‌توان به یک دادگاه بین‌المللی با عنوان «محکمه کبری بین الملی» اشاره کرد که فراتر از ارتباطات و رقابت‌های بین کشورها عمل کرده و به حل اختلافات و جرائم بین‌المللی خواهد پرداخت. موارد دیگر شامل ابداع معیارهای حقوقی و اقتصادی بین‌المللی، نظام بین‌المللی اوزان و مقادیر، ایجاد یک واحد پول جهانی و ایجاد یک زبان واحد بین‌المللی علاوه بر زبان مادری است.

بیت العدل اعظم در بیانیه «وعده صلح جهانی» خود بیان می‌کند:
نظم جهانی فقط می‌تواند بر پایهٔ یک آگاهی تزلزل‌ناپذیر از یگانگی نوع بشر — حقیقتی روحانی و مورد تأیید همهٔ علوم انسانی — بنیان شود… قبول یگانگی نوع انسان اوّلین شرط اساسی برای تجدید سازمان و ادارهٔ جهان به صورت یک کشور و وطنِ همهٔ نوع انسان است. پذیرش همگانی این اصلِ روحانی برای موفّقیّت هر کوششی در راه تأسیس صلح جهانی ضروری است. بنا بر این اصل یگانگی نوع بشر را باید به‌طور عمومی اعلان نمود، در مدارس تعلیم داد، و مستمرّاً آن را در تمام کشورها به عنوان تمهیدی برای تغییری اساسی در ساختار اجتماع تأکید کرد، تغییری که از ملزمات این یگانگی است.

## راهکارهای عملی
وحدت عالم انسانی در نگاه بهائی تنها یک ایده فلسفی نیست، بلکه یک فراخوان به عمل است که در ابتکارات عملی مختلف تجلی می‌یابد. این ابتکارات به‌طور ارگانیک از تلاش‌های فردی و اجتماعی شکل می‌گیرند و توسط اصول بهائی هدایت می‌شوند. جامعه بهائی با ارائه راهکارهای متنوع، سعی در تحقق این ایده والا دارد. عبدالبهاء در این‌باره چنین می‌نویسد:
... حصول هر شیء مشروط به سه چیز است: اوّل دانستن دوم اراده سوم عمل. در تحقّق هر مسئله جمیع این سه چیز لازم. اوّل تصوّر خانه است بعد ارادهٔ ساختن بعد عمل و عمل موکول بقوّهٔ ثروت آنوقت امید حاصل گردد. لهذا ما محتاج یک قوّهٔ عظیمه هستیم که سبب اجرای امیدها شود؛ و این واضح است که بقوای مادّیّه این مقصد و آمال حاصل نمی‌شود اگر بگوئیم بقوّهٔ جنسیّت حاصل می‌شود اجناس مختلفند. اگر بگوئیم بقوّهٔ وطنیّت می‌شود اوطان مختلف است؛ و اگر بگوئیم اتّحاد وحدت عالم انسان و صلح عمومی بقوّهٔ سیاسی می‌شود سیاسات ملوک مختلف است زیرا منافع دول و ملل مختلف است. پس واضح شد که جمیع اینها مختلف و محدود است و ممکن نیست جز بقوّهٔ معنویّه و قوّهٔ روحانیّه و فیوضات الهیّه و نفثات روح القدس که در این قرن عظیم جلوه نموده، جز باین ممکن نیست…

### فعالیت‌های اساسی آموزشی
جامعه بهائی در حال حاضر چهار فعالیت اساسی را برای تحول اجتماع و استعلای شخصیت افراد دنبال می‌کند که شامل کلاس‌های آموزش اخلاق و فضائل انسانی برای کودکان، برنامه‌های توانمندسازی جوانان، حلقه‌های مطالعه برای بزرگسالان، و جلسات دعا و نیایش جمعی و همگانی است.

#### کلاس‌های آموزش کودکان
آموزش کودکان یکی از اولویت‌های اساسی جامعه بهائی است. این کلاس‌ها با هدف پرورش اخلاق و ارزش‌های انسانی در کودکان ۵ تا ۱۲ سال برگزار می‌شود. برنامه درسی این کلاس‌ها بر اساس موادی که توسط مؤسسه آموزشی تهیه شده، طراحی گردیده و شامل آموزش‌هایی مانند عدالت، دوستی، همکاری و صداقت است که به کودکان کمک می‌کند تا از سنین پایین بتوانند نقش خود را در جامعه‌ای هماهنگ و متحد ایفا کنند.

#### برنامه‌های توان‌افزایی نوجوانان
برنامه‌های توان‌افزایی نوجوانان که در سطح بین‌المللی با عنوان "Spiritual Empowerment Program for Junior Youth" شناخته می‌شود، بر پرورش مهارت‌های اجتماعی و توانایی حل مسئله در جوانان ۱۲ تا ۱۵ سال تمرکز دارد. این برنامه‌ها که توسط مشوق‌ها اجرا می‌شود، به نوجوانان کمک می‌کند تا در محیط‌های مختلف به‌طور مثبت عمل کنند و به چالش‌های اجتماعی پاسخ دهند.

#### حلقه‌های مطالعه
حلقه‌های مطالعه که بر اساس تجربیات جامعه جهانی بهائی در پروژه‌های تحول اجتماعی شکل گرفته‌اند، برای افراد بالای پانزده‌سال در نظر گرفته شده‌اند. این حلقه‌ها با حضور یک راهنما برگزار می‌شوند و هدف آن‌ها رشد شخصی شرکت‌کنندگان و در عین حال توانمندسازی آنان برای مشارکت در تحول اجتماع است. مواد مطالعاتی شامل گزیده‌هایی از نوشته‌های بهائی و فعالیت‌های عملی در راستای کمک به تحول جامعه است.

#### جلسات دعا و نیایش جمعی
جامعه بهائی با برگزاری جلسات دعا و نیایش جمعی، فضایی فراهم می‌کند که افراد بتوانند در محیطی معنوی و آرام، ارتباط خود را با خداوند تقویت کنند. این جلسات که برای همه افراد از هر پیشینه‌ای باز است، از متون مقدس ادیان مختلف استفاده می‌کند تا حس احترام به تنوع دینی و معنوی را تقویت کند.

### سایر ابتکارات اجتماعی

#### اصل مشورت در تصمیم‌گیری
مشورت یکی از اصول کلیدی در نظام بهائی است که در تمام جنبه‌های زندگی بهائیان به کار گرفته می‌شود. هدف از مشورت، یافتن بهترین راه‌حل برای مسائل از طریق شنیدن نظرات مختلف و ایجاد توافق جمعی است. این فرایند نه تنها باعث تقویت وحدت می‌شود، بلکه به همه افراد حس مشارکت و ارزشمندی می‌دهد.

#### پروژه‌های توسعه اجتماعی و اقتصادی
جامعه بهائی از طریق پروژه‌های اجتماعی و اقتصادی به بهبود کیفیت زندگی مردم در سطح محلی و جهانی کمک می‌کند. این پروژه‌ها شامل ساخت مدارس، مراکز بهداشتی و برنامه‌های اشتغال‌زایی است که بر اساس نیازهای هر جامعه طراحی شده‌اند. هدف این فعالیت‌ها ایجاد شرایطی است که همه افراد بتوانند از فرصت‌های برابر برای رشد و پیشرفت بهره‌مند شوند.

#### تأسیس مؤسسات آموزشی
جامعه بهائی بر اهمیت آموزش تأکید زیادی دارد و به همین دلیل مؤسسات آموزشی متعددی را در سراسر جهان تأسیس کرده است. این مؤسسات علاوه بر آموزش‌های علمی، ارزش‌های اخلاقی و معنوی را نیز در برنامه‌های درسی خود جای داده‌اند. این ترکیب از آموزش علمی و اخلاقی به دانش‌آموزان کمک می‌کند تا به افراد متعهد و مفیدی در جامعه تبدیل شوند.

#### مشارکت در گفتمان‌های بین‌المللی
جامعه بهائی با حضور در کنفرانس‌ها و نشست‌های بین‌المللی، نقش فعالی در گفت‌وگوهای جهانی دربارهٔ مسائل مهمی مانند صلح، حقوق بشر و توسعه پایدار ایفا می‌کند. جامعه بین‌المللی بهائی که نقش مشورتی در سازمان ملل متحد دارد، به‌طور منظم در فعالیت‌های این سازمان شرکت می‌کند و دیدگاه‌های بهائی را در زمینه مسائل جهانی ارائه می‌دهد.